# Euroschinus rubromarginatus
Espèce
Euroschinus rubromarginatus est une espèce de plantes de la famille des Anacardiaceae. Elle est endémique de Nouvelle-Calédonie.

## Description
Dans sa description de 1921, Edmund Gilbert Baker indiqué que Euroschinus rubromarginatus se présente comme un petit arbre d'environ 1,50 m de hauteur et dont les feuilles, vertes, sont bordées de rouge. Les fleurs, en panicule terminal, sont largement ouvertes et de couleur jaune-verdâtre.

## Systématique
L'espèce Euroschinus rubromarginatus a été décrite en 1921 par le botaniste et pharmacien britannique Edmund Gilbert Baker (1864–1949) dans une publication coécrite avec Alfred Barton Rendle (1865-1938) et Spencer Le Marchant Moore (1850-1931). Sa localité type est la Comboui (en), une rivière de Nouvelle-Calédonie où elle a été découverte à environ 60 m d'altitude dans une forêt de Callitris.
Euroschinus rubromarginatus a pour synonyme :
- Euroschinus sylvicola Baker f.

## Étymologie
Son épithète spécifique, du latin rubro, « rouge », et marginatus, « bordé », fait référence à ses feuilles bordées de rouge.

## Publication originale
- (en + la) A. B. Rendle, E. G. Baker et Spencer Le M. Moore, « A Systematic Account of the Plants collected in New Caledonia and the Isle of Pines by Prof. R. H. Compton, M.A., in 1914.-Part I. Flowering Plants (Angiosperms) », Transactions of the Linnean Society of London: Botany, Linnean Society of London, vol. 45, no 303,‎ septembre 1921, p. 245–417 (ISSN 1945-9459 et 1945-9351, DOI 10.1111/J.1095-8339.1921.TB00125.X, lire en ligne).